# Deon Edwin
Deon Edwin (St. Thomas, 9 ottobre 1992) è un cestista americo-verginiano.

## Carriera
Con le Isole Vergini Americane ha disputato i Campionati americani del 2017.

## Palmarès
- Campionato ucraino: 1

Chimik Južnyj: 2018-19